# Leptacis pinicola
Leptacis pinicola är en stekelart som beskrevs av Macgown 1979. Leptacis pinicola ingår i släktet Leptacis och familjen gallmyggesteklar. Inga underarter finns listade i Catalogue of Life.